# Saeid Chahjouei
Saeid Chahjouei (* 22. Juni 1986 in Maschhad) ist ein iranischer Fußballspieler.

## Karriere
Saeid Chahjouei stand bis Mitte 2007 beim Esteghlal Ahvaz unter Vertrag. Wo er vorher gespielt hat, ist unbekannt. Der Verein aus der iranischen Stadt Ahvaz spielte in der ersten Liga, der Iran Pro League. Mitte 2007 wechselte er zum Ligakonkurrenten FC Aboumoslem nach Maschad. Fajr Sepasi Shiraz FC, ein Erstligist aus Schiras, nahm ihn Mitte 2009 unter Vertrag. Am Ende der Saison musste er mit dem Verein den Weg in die zweite Liga antreten. Nach dem Abstieg verließ er den Verein und schloss sich seinem ehemaligen Verein FC Aboumoslem an. Nach einem Jahr ging er Mitte 2011 zum Erstligaaufsteiger Rah Ahan nach Teheran. Für Rah Ahn absolvierte er acht Erstligaspiele. Von Mitte 2012 bis Ende 2013 war er vertrags- und vereinslos. Anfang 2014 wurde er vom Esteghlal Khuzestan FC aus Ahvaz unter Vertrag genommen. Hier spielte er bis Mitte 2014. Im Anschluss verpflichtete ihn sein ehemaliger Verein Esteghlal Ahvaz bis Juni 2015. Von Juli 2015 bis Dezember 2017 war er wieder vertrags- und vereinslos. Anfang 2018 zog es ihn nach Thailand. Hier unterschrieb er einen Vertrag beim Nakhon Pathom United FC. Der Verein aus Nakhon Pathom spielte in der vierten Liga des Landes, der Thai League 4. Hier trat Nakhon Pathom in der Western Region an. Am Ende der Saison wurde er mit dem Klub Meister der Region und stieg anschließend in die dritte Liga auf. In der dritten Liga spielte er mit Nakhon Pathom in der Lower Region. Auch hier feierte er am Ende der Saison die Meisterschaft und den Aufstieg in die zweite Liga. Nach dem Aufstieg verließ er Nakhon Pathom und wechselte zum Drittligisten Phitsanulok FC nach Phitsanulok. Nach einer Saison ging er im Juli 2021 nach Ranong. Hier schloss er sich dem Zweitligisten Ranong United FC an. Für Ranong bestritt er 25 Spiele in der zweiten Liga. Nach der Saison 2021/22 wurde sein Vertrag nicht verlängert. Von Anfang Juli 2022 bis Mitte Januar 2023 war er vertrags- und vereinslos. Am 17. Januar 2023 verpflichtete ihn der Drittligist Kanjanapat FC. Mit dem Verein aus Pathum Thani spielt er in der Western Region der Liga.

## Erfolge
Nakhon Pathom United FC
- Thai League 4 – West: 2018  ▲
- Thai League 3 – Lower: 2019  ▲

## Sonstiges
Saeid Chahjouei ist der Bruder von Mahdi Chahjouei.